# Dipodomys heermanni
Dipodomys heermanni — вид гризунів родини Heteromyidae. Він названий на честь Адольфа Льюїса Хеерманна, який зібрав голотип цього виду.

## Розповсюдження
Dipodomys heermanni є ендеміком Каліфорнії в Сполучених Штатах. Ареал також обмежений, простягаючись з півночі на південь від озера Тахо до Пойнт Консепшн в окрузі Санта-Барбара, і зі сходу на захід від гірського хребта Сьєрра-Невада до Тихого океану. Їх можна зустріти в різних місцях проживання, але вони не перевищують висоту 910 м.

## Опис
Загальна довжина в середньому становить 250–313 мм, їхній хвіст має розміри 160–200 мм, задні лапи мають розміри 38–46 мм, а їхні вуха мають розміри 10–17 мм. Крім того, при перегляді всіх стандартних зовнішніх вимірювань було виявлено, що вони демонструють значний статевий диморфізм.

## Спосіб життя
Нічні екземпляри вдень відпочивають у своїй норі. Під час дощу, туману чи місячного світла вони час від часу залишаються у своїх схованках, входи до яких часто розташовані поруч із кущами або на скелястих виступах. У земляному ґрунті тунелі мають довжину приблизно 11 метрів і глибину від 15 до 50 см. Якщо місцевість більш піщана, кількість гілок зменшується, а глибина не перевищує 27 см. У скелястих місцях тунелі досягають довжини до 3,3 метрів і глибини до 20 см. Вид залишає свій послід у кінці тупиків. Він любить купатися в пилу, щоб доглянути своє хутро. Дослідження 1948 року зафіксувало від 2 до 30 екземплярів на гектар. Території сильно перекриваються. Дієта складається в основному з насіння рослин і зелених частин рослин, таких як сукуленти. Іноді раціон доповнюють міль, жуки та інші комахи.
Екземпляри не впадають у сплячку, але можуть тривалий час залишатися у своїй норі. Значна частина їжі переноситься в схованку в защічних мішках. Гніздо, як правило, має одного мешканця. Самці, яких тримали разом в одній клітці, билися один з одним. М’яка вокалізація була зареєстрована лише у лабораторних тварин. Протягом сезону розмноження з лютого по жовтень відбувається кілька виводків. Залежно від розподілу, від двох до п'яти новонароджених у виводку з'являються після 30–32 днів вагітності. Вони голі, за винятком вібрисів, і важать в середньому 3,7 г. Приблизно через 18 днів перші білі різці стають жовтими, і приблизно в той же час потомство починає їсти тверду їжу. Приблизно через 26 днів вони перестають отримувати молоко матері, а з 4-го тижня починають шукати їжу самостійно. Самки, народжені на початку року, можуть розмножуватися в тому ж році.